# Fahrradpedal

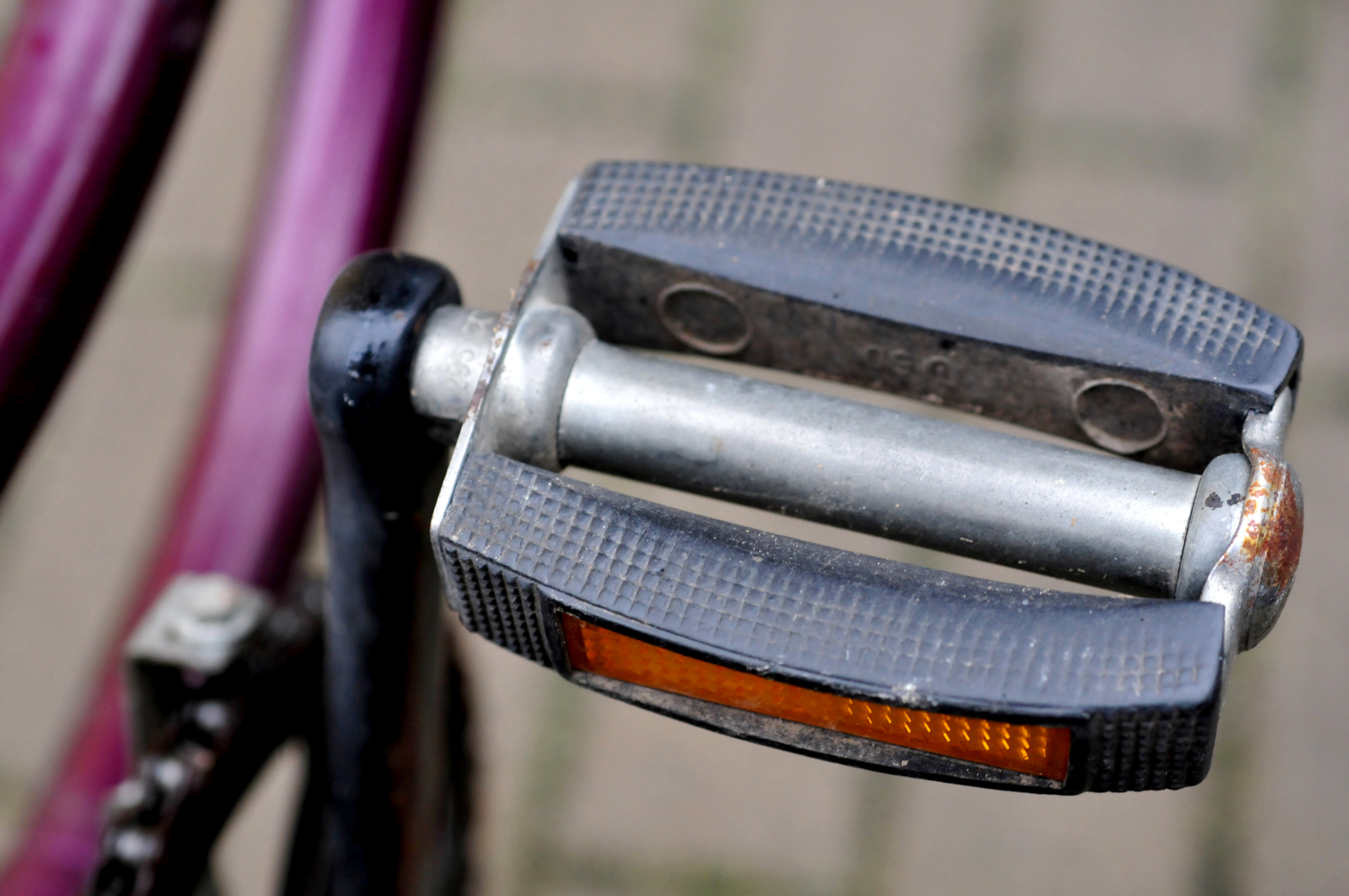
Fahrradpedal, Standardform der 80er Jahre

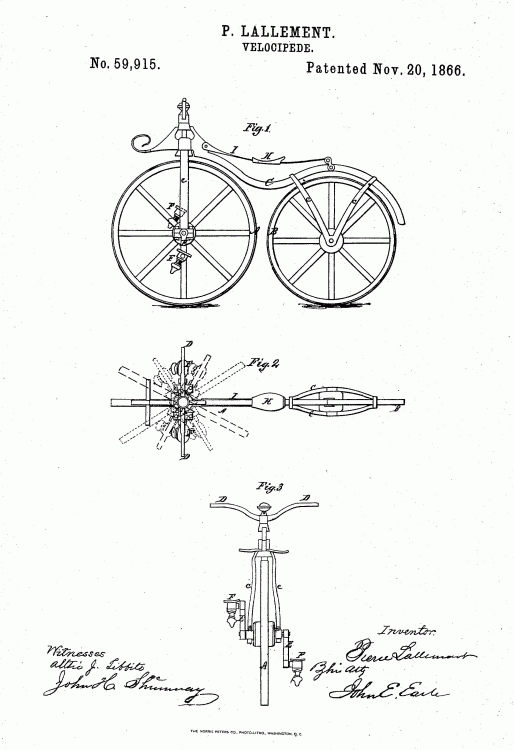
Patentzeichnung des pedalgetriebenen Fahrrads von Lallement, US-Patent vom 20. November 1866

Fahrradpedale sind an den freien Enden der beiden Tretkurbeln des Fahrrads befestigte Pedale. Über sie wirkt die mit den Beinen ausgeübte Antriebskraft des Radfahrers, der die drehbaren Tretkurbeln wechselweise mit den Füßen nach unten drückt. Das Fahrrad wird vom mitrotierenden Kettenblatt über die Fahrradkette angetrieben.

## Geschichte

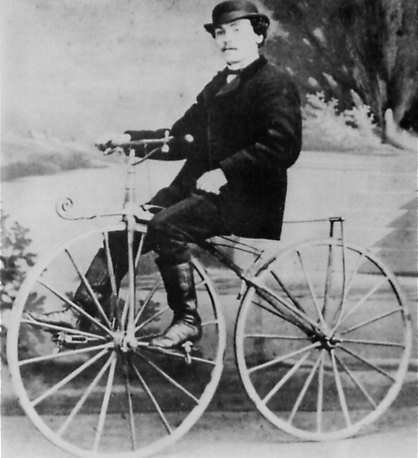
Pierre Lallement tritt in die Pedale

Die Erfindung des Pedals war ein wichtiger Schritt bei der Entwicklung des Fahrrads zu seiner heutigen Form. Bis in die 1860er Jahre hinein gab es Fahrräder in Form von Laufrädern (Draisinen) oder als Drei- und Vierrad, die mit Trethebeln angetrieben wurden. Tretkurbeln gab es zuerst direkt am Laufrad des Velocipeds von Pierre Michaux und am Hochrad. Michaux verwendete nur einen Wellenschaft anstatt eines drehbaren Pedals. Der Franzose Pierre Lallement steckte 1863 Holzspulen auf die Wellenschäfte und gilt damit als Erfinder des drehbaren Fahrradpedals. „Eine weitere Neuheit des 1861 weiterentwickelten Fahrrades war das verwendete Material. Das Holz wurde von schmiedbarem Eisen verdrängt und der Sattel war gefedert, was den Fahrkomfort deutlich erhöhte.“
Knapp 30 Jahre später, auf der Weltausstellung Paris 1889, wurde diese Neuheit einem breiteren Publikum vorgestellt. Dort erhielt das Fahrrad, wie wir es heute kennen, seinen neuen Namen: „Vélocipède bicycle“, was frei übersetzt „zweirädriger Schnellfuß“ bedeutet.
Erst 1878 wurden Rollenketten standardmäßig an Fahrrädern montiert, was eine deutlich effizientere Kraftübertragung mittels Pedalen ermöglichte. Bis dahin wurden die Fahrradpedale an der Vorderachse mit starrer Nabe befestigt. So kam es, dass das heutige Standard-Pedal mit Kugellagern und Gummi-Trittflächen vermutlich erstmals um 1884 verwendet wurde. 1885 wurden vom US-Amerikaner Charles Hanson die ersten Klickpedale erfunden und zum Patent angemeldet. Damals wie heute war für die Verwendung dieses Pedaltyps ein besonderer Fahrradschuh notwendig.
Ein Pedal mit ausgereifter Lederriemen-Konstruktion wurde 1947 vom italienischen Radrennfahrer Alfredo Binda erfunden und in der Folge von den meisten Profi-Radsportlern verwendet.
Rund 100 Jahre nach dem Bau des ersten Klickpedals durch Charles Hanson hat der Franzose Bernard Hinault mit Klickpedalen von LOOK – diese wurden ein Jahr zuvor, 1984, auf den Markt gebracht – die Tour de France gewonnen. Seither gelten Klickpedale als Standard-Pedale im Straßenradsport.

## Aufbau
Hauptbestandteile eines Fahrradpedals sind ein Pedalkörper und eine Achse. In der Regel ist der Pedalkörper mit zwei Nadel- oder Kugellagern auf der Achse gelagert, die mit einem Außengewinde abschließt, das in die Gewindebohrung der Tretkurbel geschraubt wird. Seltener werden Doppel-Kugellager, Rollenlager oder Gleitlager verwendet.
Die Lager werden durch Tretkraft und beim Fahren im Stehen auch durch das Gewicht des Fahrers belastet. Ihr Außendurchmesser bestimmt die Stärke des Pedalkörpers.
Die Kraft des Fußes wird vom Pedalkörper aufgenommen. Über Tretkurbel und Kettengetriebe wird das Drehmoment zum Hinterrad des Fahrrades übertragen.
Pedalkörper älterer Bauart bestehen oft aus zwei Stäben aus Gummi, die an den Enden mit zwei Blechen zu einem Rahmen verbunden sind. In der Mitte der Bleche befinden sich Hülsen zur Aufnahme der Kugellager, die mit einem Rohr verbunden sind, das die Pedalachse umschließt. Pedalkörper moderner Bauart sind demgegenüber oft Spritzgusteile aus Aluminiumlegierungen oder CFK.
Sehr leichte Pedale besitzen eine mehrfach im Querschnitt abgestufte Achse aus Titan oder hochwertigem Stahl. Einfache Pedale ohne Wälzlager müssen häufig geschmiert werden, um die Reibung zwischen Pedalkörper und Achse zu begrenzen. Die Lager verschleißen schnell.

## Bauformen
Pedale mit gezackten Außenrahmen oder kurzen aufgesetzten Metallstiften („Pins“) können den Halt der Schuhsohlen auf den Pedalen deutlich erhöhen, was insbesondere beim sportlichen Fahren im Gelände hilfreich ist. Dabei erhöht sich allerdings auch das Verletzungsrisiko für das Schienbein und gegebenenfalls der Verschleiß der Schuhsohlen.
Eine Mehrzahl der sportlichen Fahrer verwendet heute Klickpedale, die den Fuß an einer definierten Stelle fixieren. Dadurch verbessern sich Kraftübertragung und Handhabung des Fahrrads, und ein Abrutschen von der Pedale wird ausgeschlossen.

### Flachpedal
Ein Flachpedal besitzt in der Regel zwei flache Seiten und benötigt keine speziellen Schuhe. Diese Bauform findet vor allem an Alltags- und Tourenfahrrädern und bei Mountainbikes Verwendung. Der Begriff „Plattformpedal“ wird teilweise synonym verwendet.

#### Blockpedal
Blockpedale werden an vielen Fahrrädern als Standardpedal verbaut. Ihre Pedalkörper bestehen traditionell aus Stahlblech und zwei profilierten Gummiblöcken, heute häufig aus einem einzigen profilierten Hartkunststoffblock. Die Oberfläche kann mit einer Schicht aus Gummi oder Schleifpapier versehen sein, um die Griffigkeit zu erhöhen.

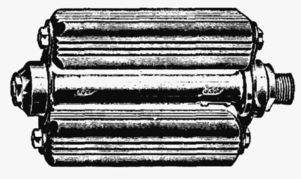
Blockpedal, alte Bauart
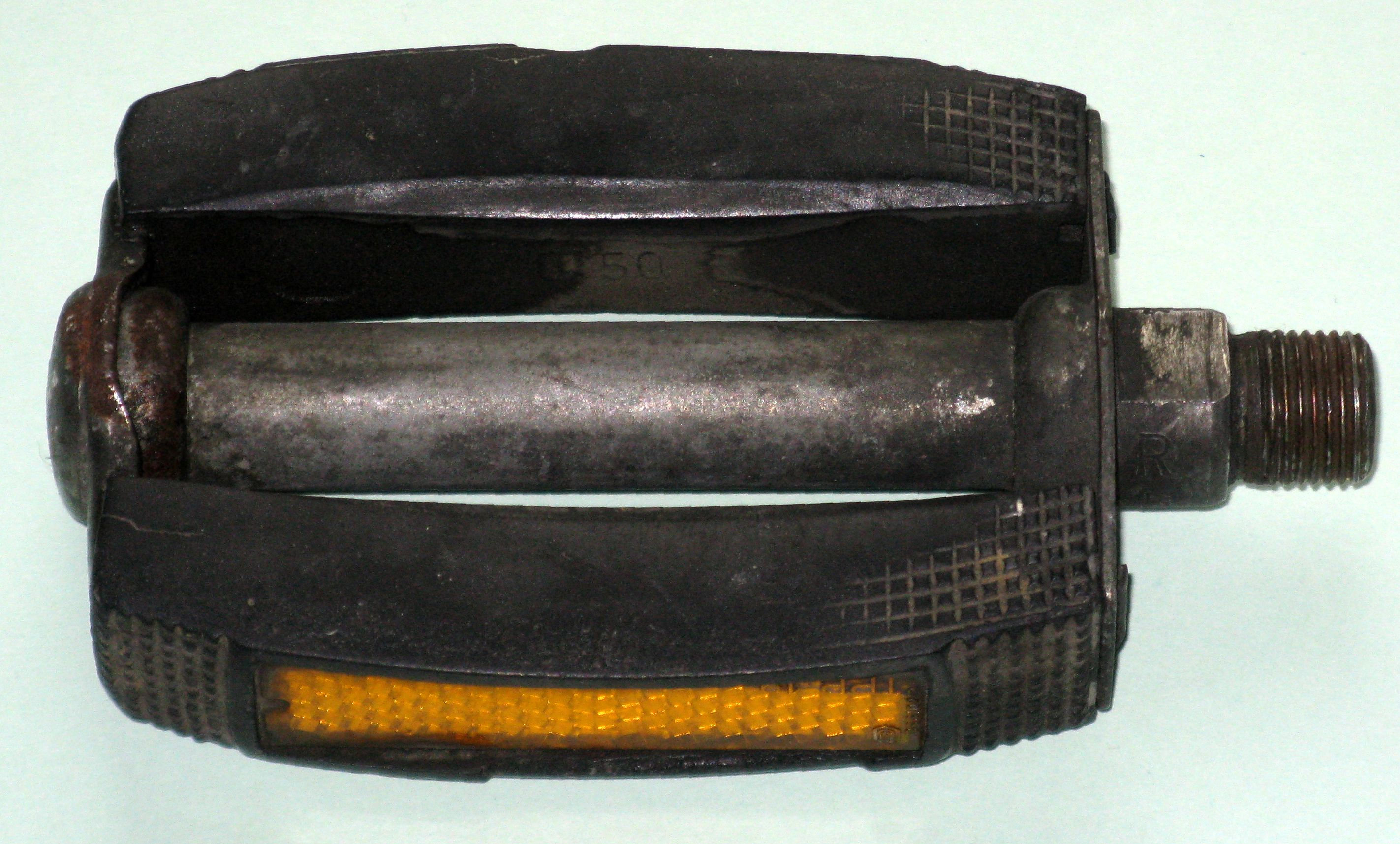
Blockpedal mit Reflektoren
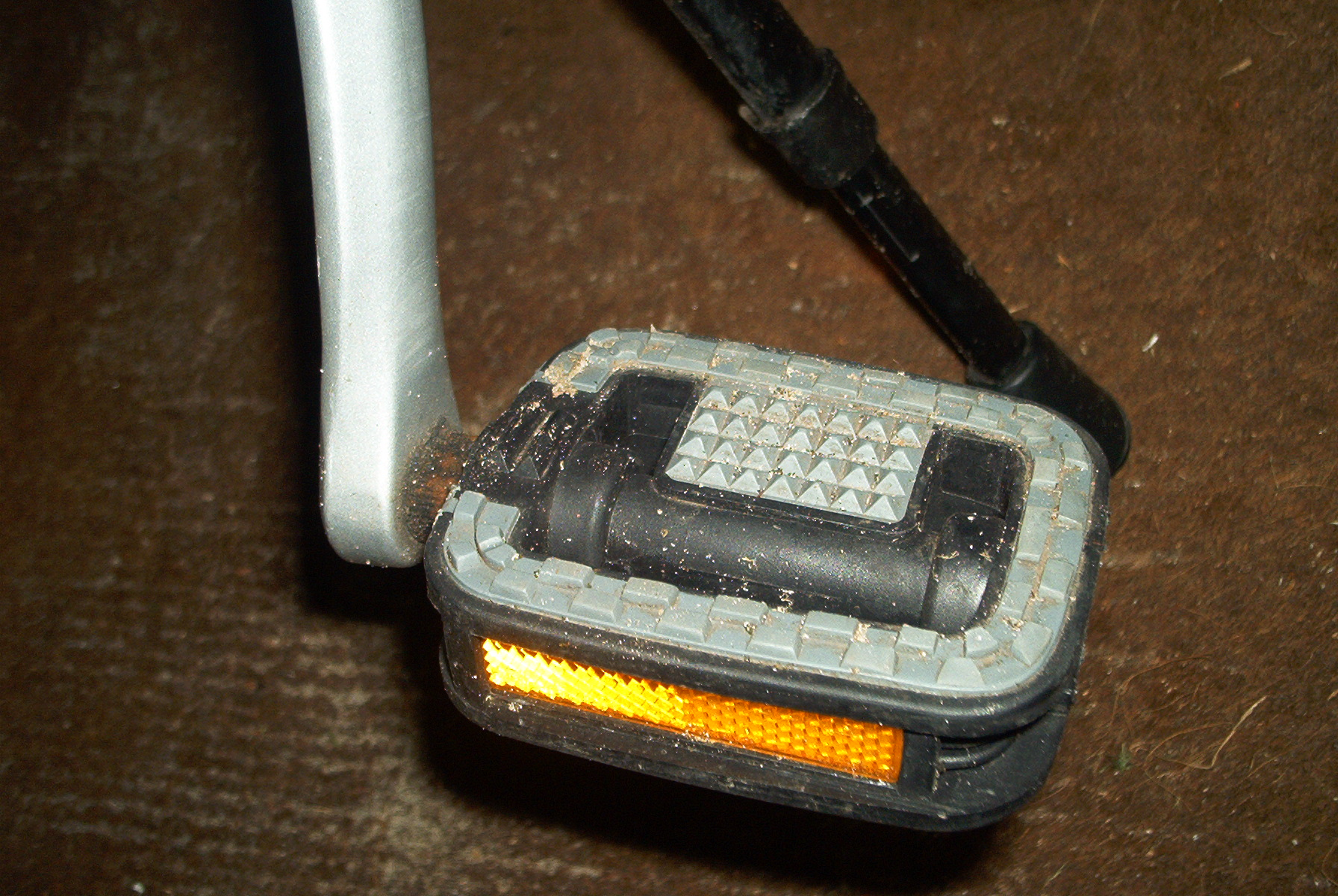
Blockpedal mit Reflektor

#### Plattformpedal

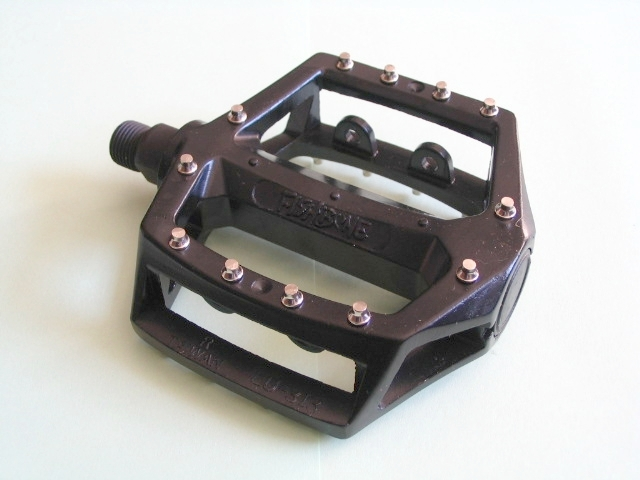
Plattformpedal mit Pins, die dem Schuh einen sehr guten Halt bieten

Plattformpedale werden vor allem für Mountainbikes hergestellt und bieten eine größere Auflagefläche als Blockpedale. Der Pedalkörper ist in der Regel aus einem Stück gefertigt. Häufig können Pins montiert werden, dabei handelt es sich um Metallstifte oder Schrauben, die aus der Pedalfläche herausragen und sehr guten Halt bieten.

#### Bärentatze

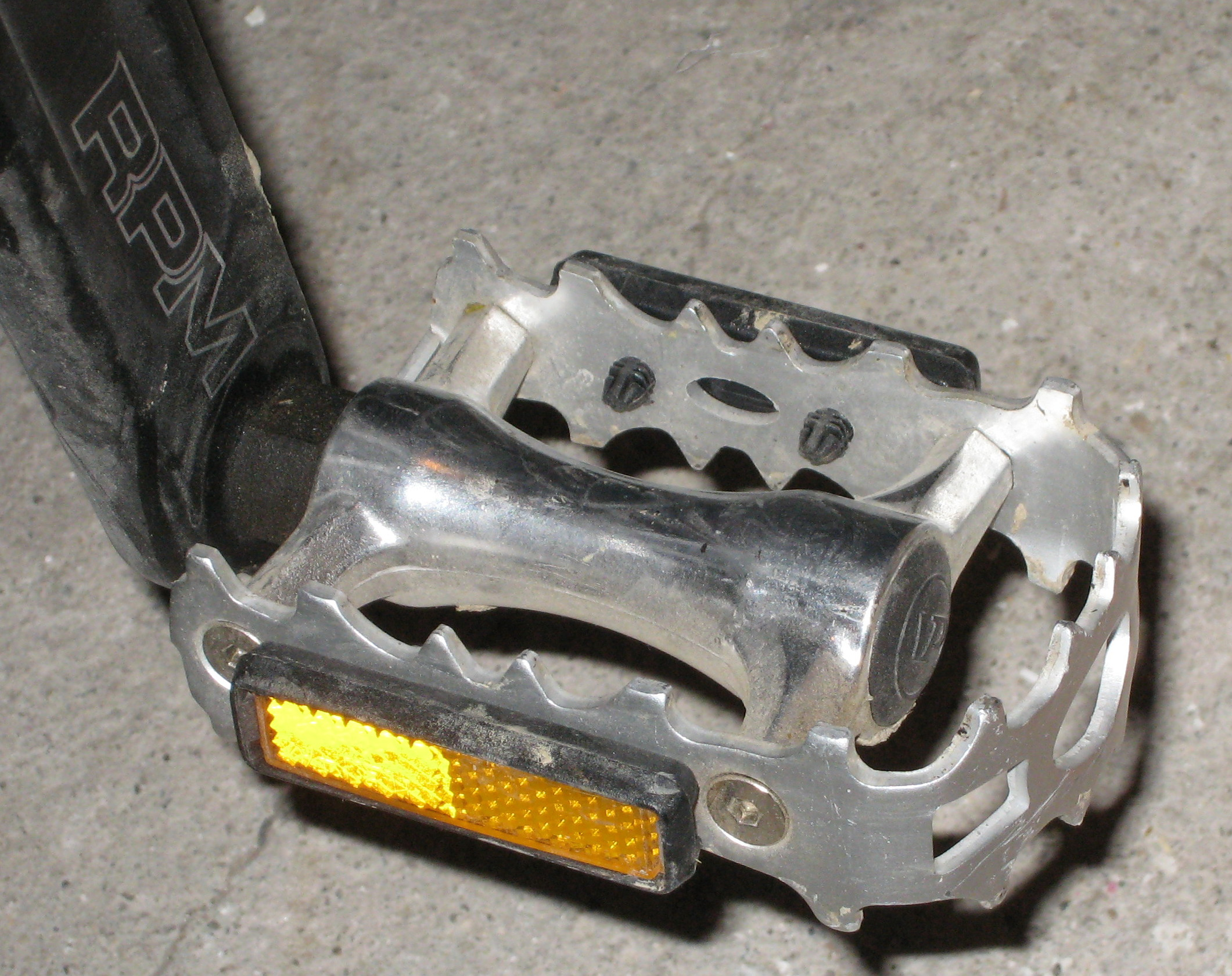
Bärentatze mit Reflektoren

Bärentatzen haben einen durchgängigen Metallbogen mit groben Zacken. Die Griffigkeit des Blechrahmens erleichtert im Gelände zusammen mit Profilsohlen den Halt auch bei schmutzigen Schuhen.
Der Name leitet sich vom englischen Begriff bear trap pedal ab, den die Pedale aufgrund ihrer Ähnlichkeit zu Bärenfallen erhielten.

#### Großflächenpedal

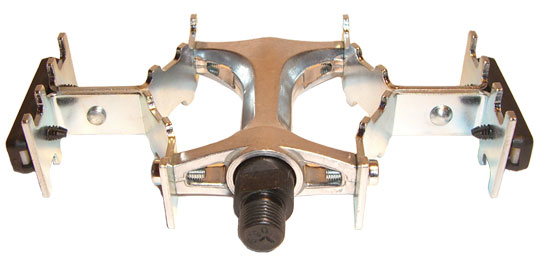
Großflächenpedal

Ein Großflächenpedal bietet eine besonders breite und/oder lange Auflagefläche.

### Klickpedal
Klickpedale ermöglichen eine feste Verbindung der Füße mit den Pedalen, ähnlich einer modernen Skibindung. Dazu müssen spezielle Fahrradschuhe verwendet werden, unter die eine Metall- oder Kunststoffplatte (Schuhplatte, engl. cleat) geschraubt wird, die im Pedal einrastet, wenn der Fahrer den Fuß mit genügend Druck auf das Pedal setzt. Zum Lösen der Verbindung muss der Fuß ein Stück zur Seite gedreht werden. Verschiedene Systeme sind untereinander nicht kompatibel.
Das Fahren mit Klickpedalen ist nicht effizienter als mit Plattformpedalen. Im submaximalen Leistungsbereich findet keine Zugbewegung nach oben statt. Bei Sprints können mit Klickpedalen höhere Leistungen auf Kosten der Effizienz erbracht werden.
Beim Erscheinen der Klickpedale wurden diese teilweise als „Sicherheitspedal“ bezeichnet, da sich die Verbindung in Notsituationen leichter lösen lassen soll als die vorher üblichen Riemen. Dennoch kann es durch ein Verhaken des Mechanismus oder Anwendungsfehler zu Stürzen kommen.
Bei der Anzahl der am Fahrradschuh benötigten Gewinde zur Montage der Schuhplatten haben sich verschiedene Industriestandards etabliert. Schuhe können innerhalb dieser Gruppen mit verschiedenen Systemen gefahren werden. Pedal und Cleat müssen jedoch zu einem System gehören.

#### Zwei-Loch-Systeme
Schuhplatten und Pedale für Schuhe mit zwei Löchern wurden ursprünglich bei Mountainbikes verwendet, finden jedoch auch bei Gravelbikes, Liege- und Tourenrädern Verwendung. Die Pedalmechanismen können häufig beidseits verwendet werden und sind unempfindlich gegenüber einer Verschmutzung der Schuhsohle. Der Ein- und Ausstieg ist nach links und rechts möglich. Die kleinen, meist metallenen Cleats können in einer Vertiefung der Schuhsohle versenkt werden, dies erhöht die Haltbarkeit und ermöglicht wesentlich bessere Geheigenschaften.
Am verbreitetsten ist Shimano SPD (Shimano Pedaling Dynamics), weitere Systeme sind unter anderem Crankbrother Eggbeater und Time ATAC.

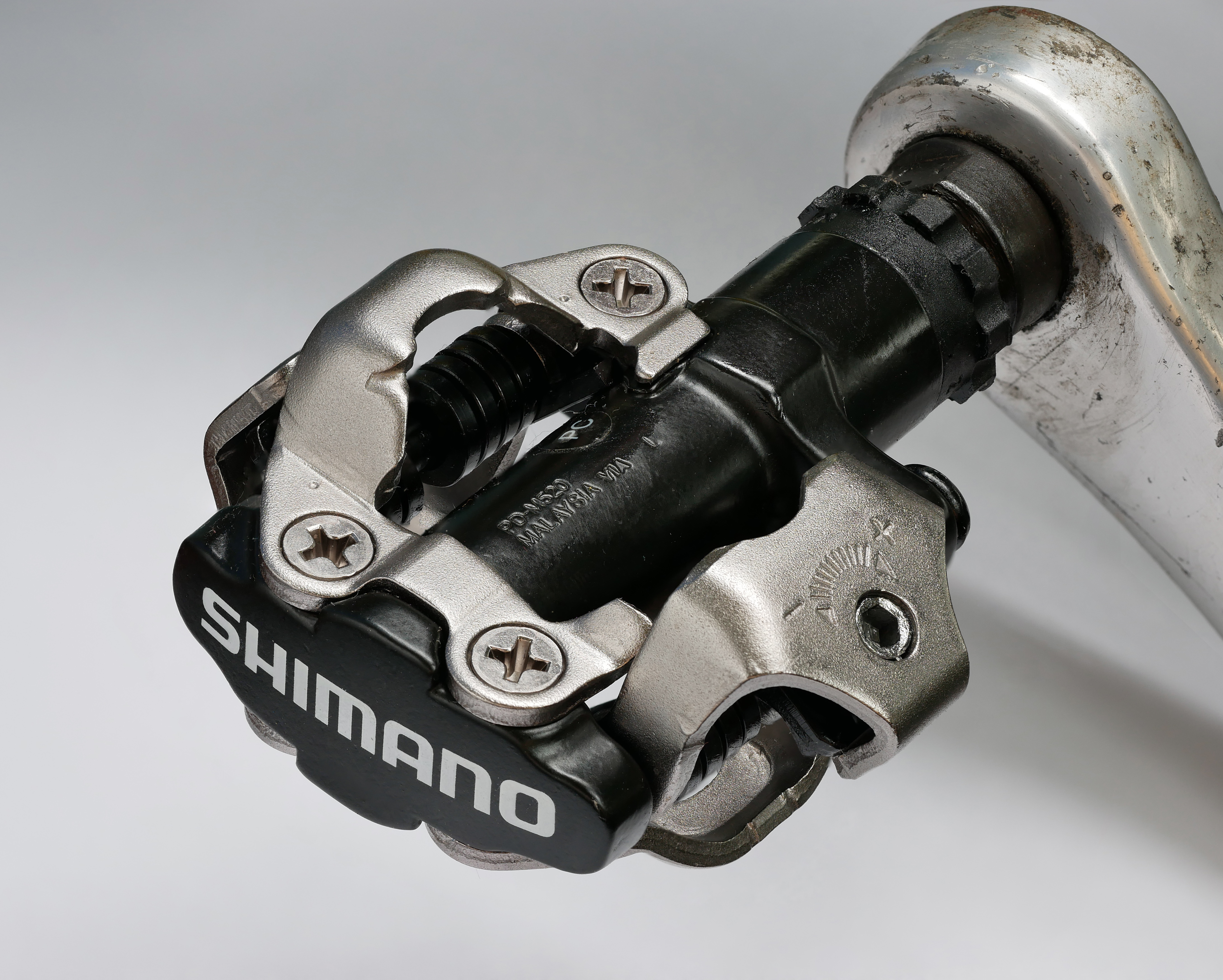
Shimano-SPD-Pedal
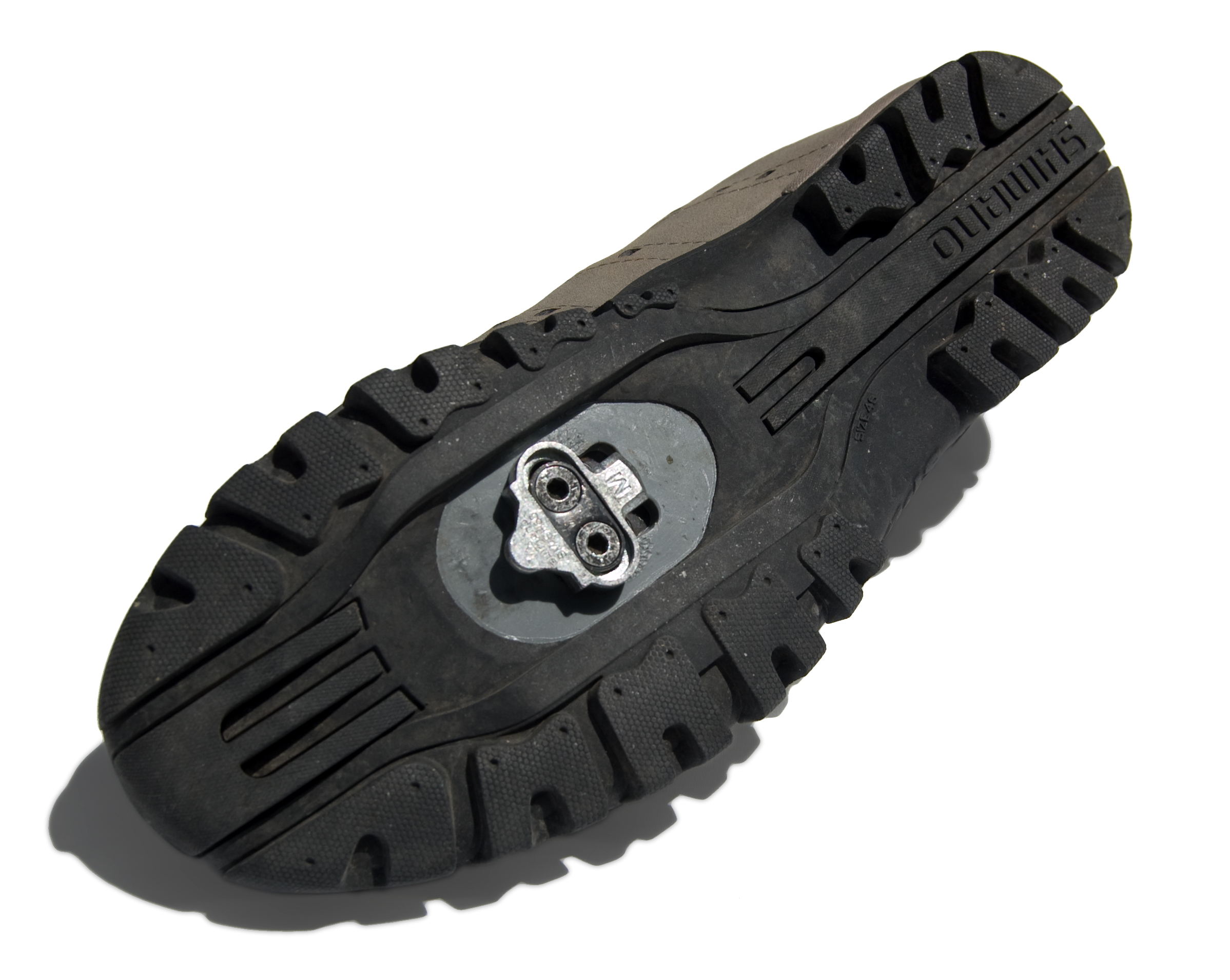
Mountainbikeschuh mit Shimano-SPD-Cleat
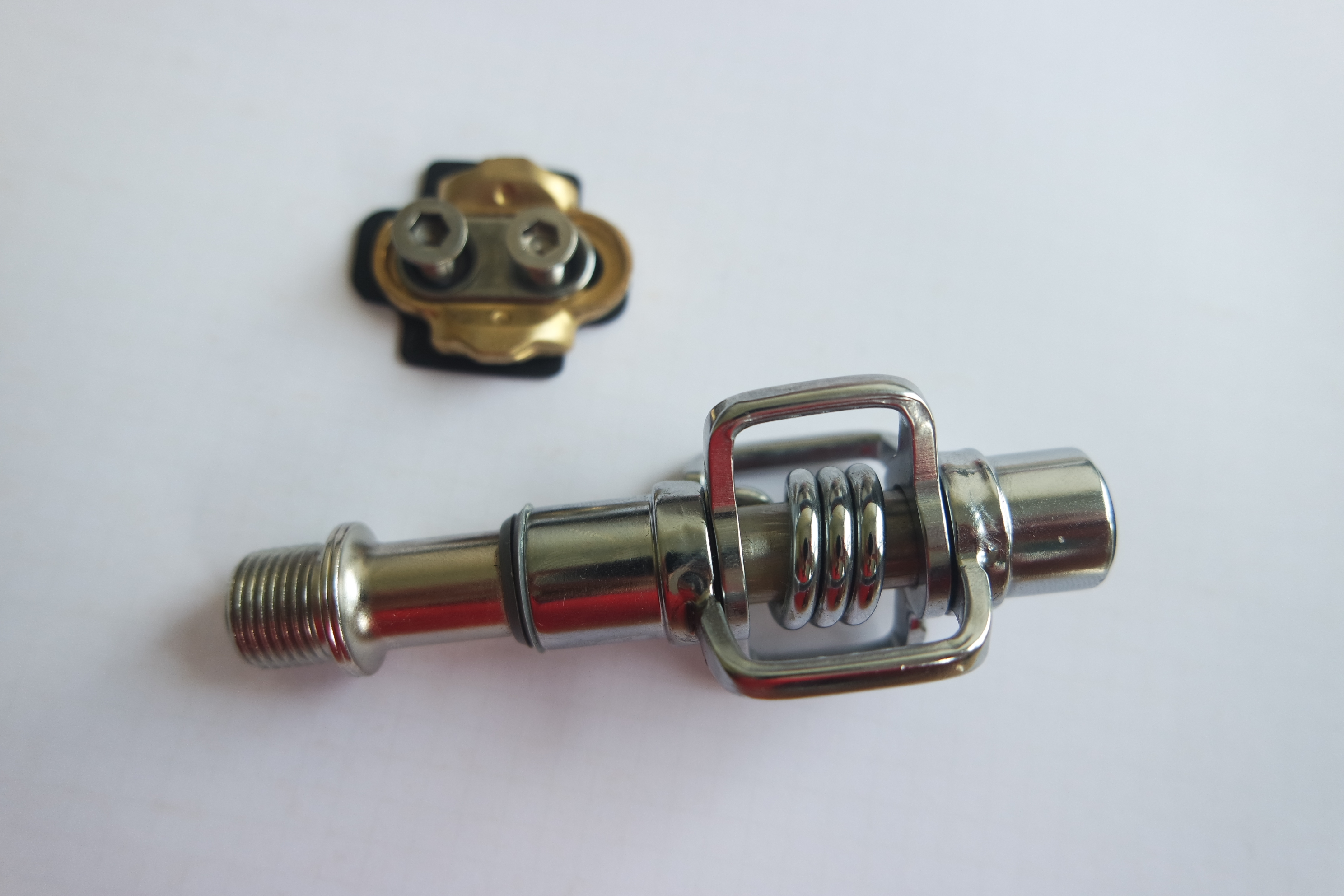
Crankbrothers Eggbeater Pedal und Cleat
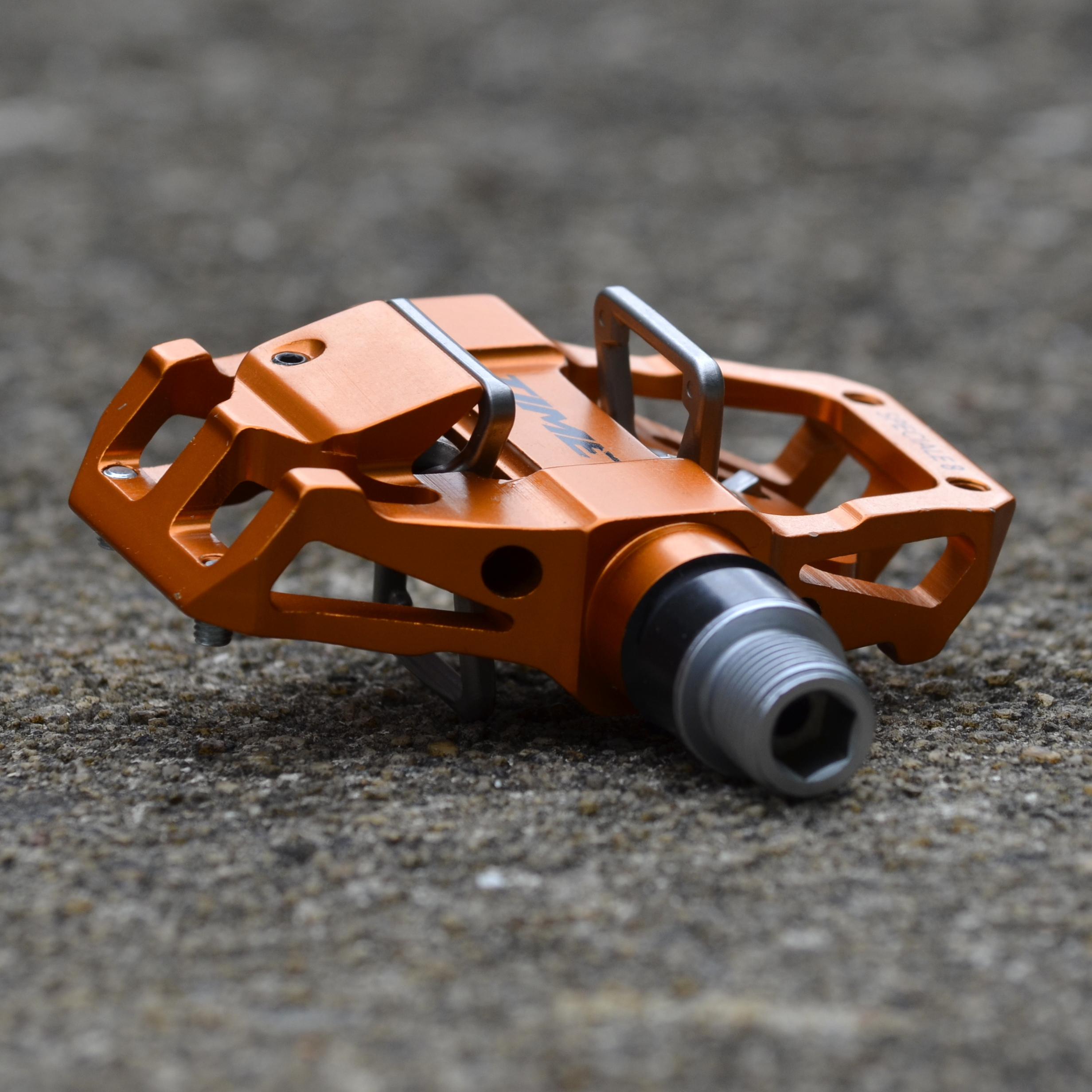
Pedal für Time ATAC

#### Drei-Loch-Systeme
Diese Systeme werden vor allem an Rennrädern verwendet. Die Pedale sind üblicherweise nur auf einer Seite mit einem Haltemechanismus ausgestattet, die Verbindung kann nur durch eine Außenrotation des Fußes gelöst werden. Über verschiedene Schuhplatten lässt sich die seitliche Bewegungsfreiheit des Fußes („Float“) anpassen. Zur effizienteren Kraftübertragung werden große, meist aus Kunststoff gefertigte Schuhplatten an Schuhen mit steifer Sohle verwendet, wodurch das Gehen erschwert ist. Gängige Systeme sind Shimano SPD-SL (SPD-SuperLight), Look Keo und Time Iclic.

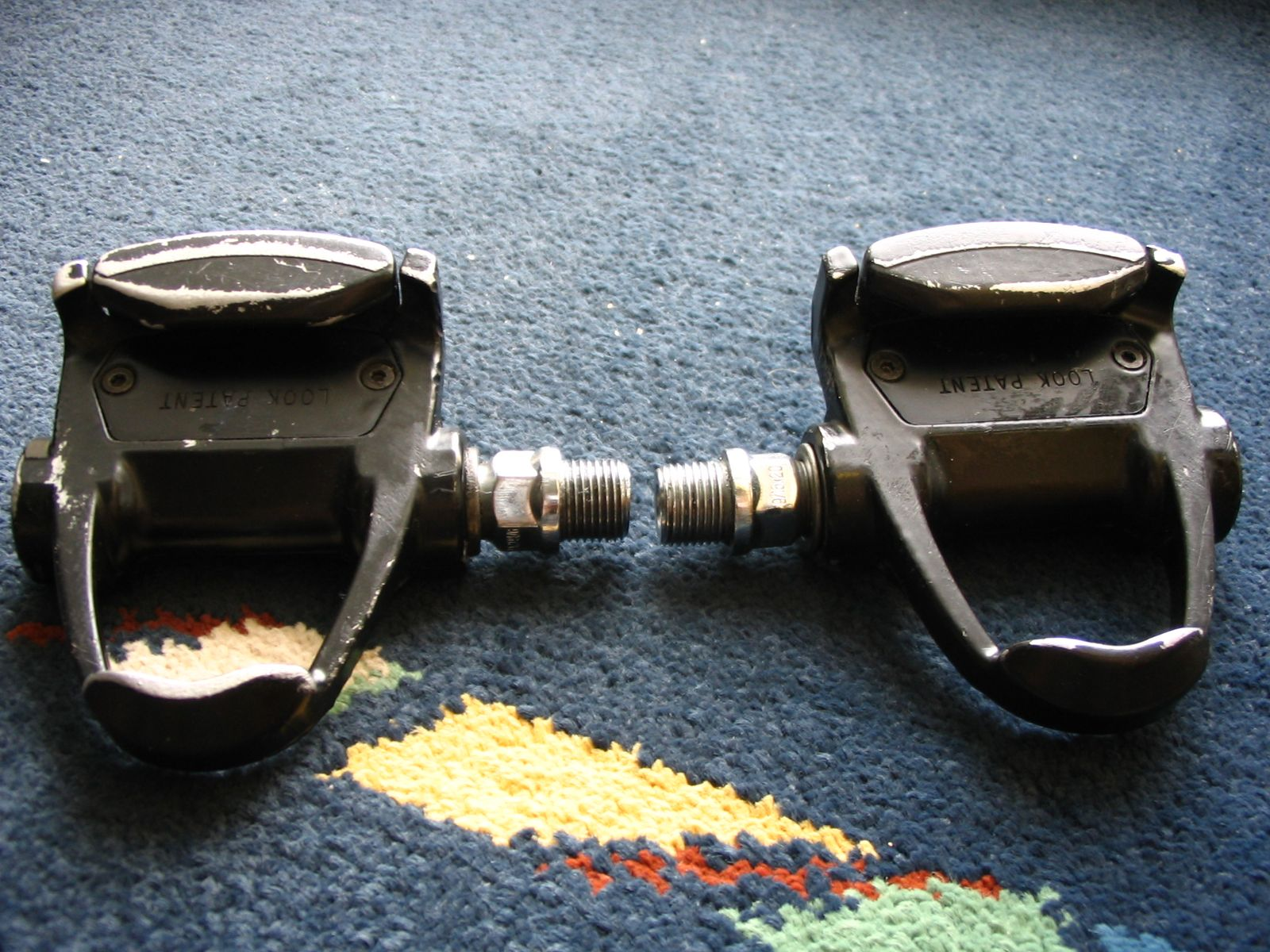
Look-Keo-System
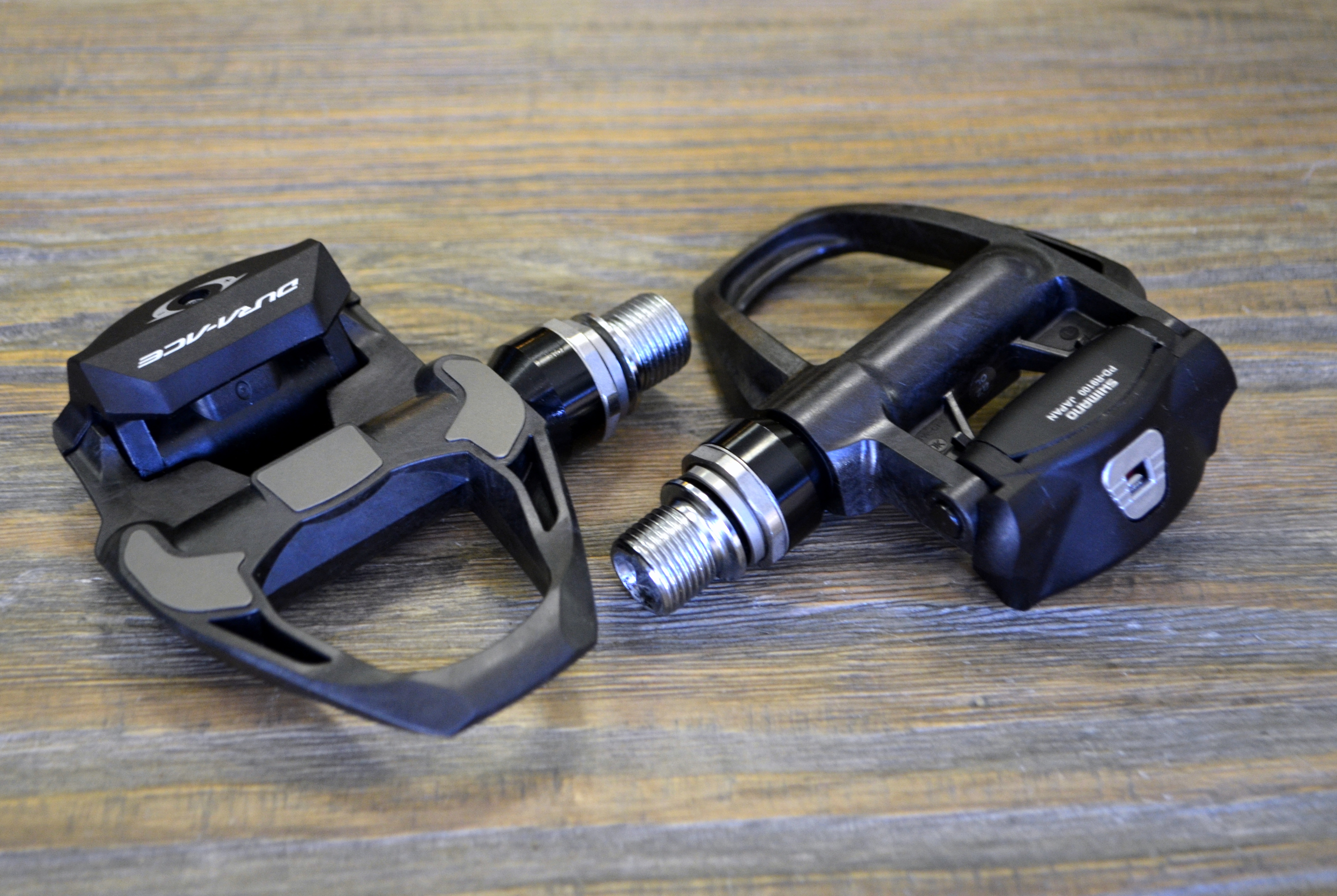
Shimano Dura-Ace Pedale für das SPD-SL-System
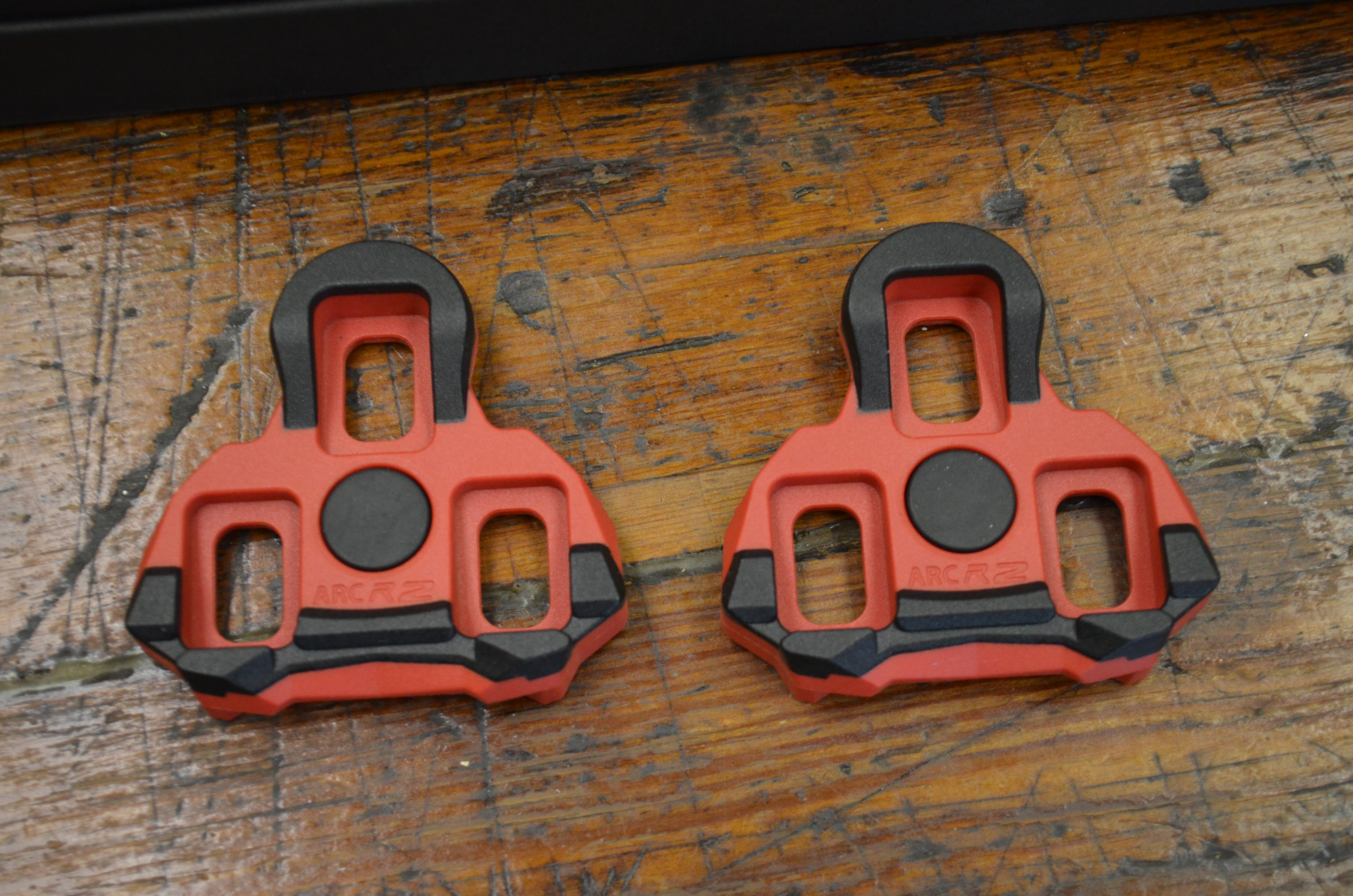
Shimano SPD-SL Schuhplatten
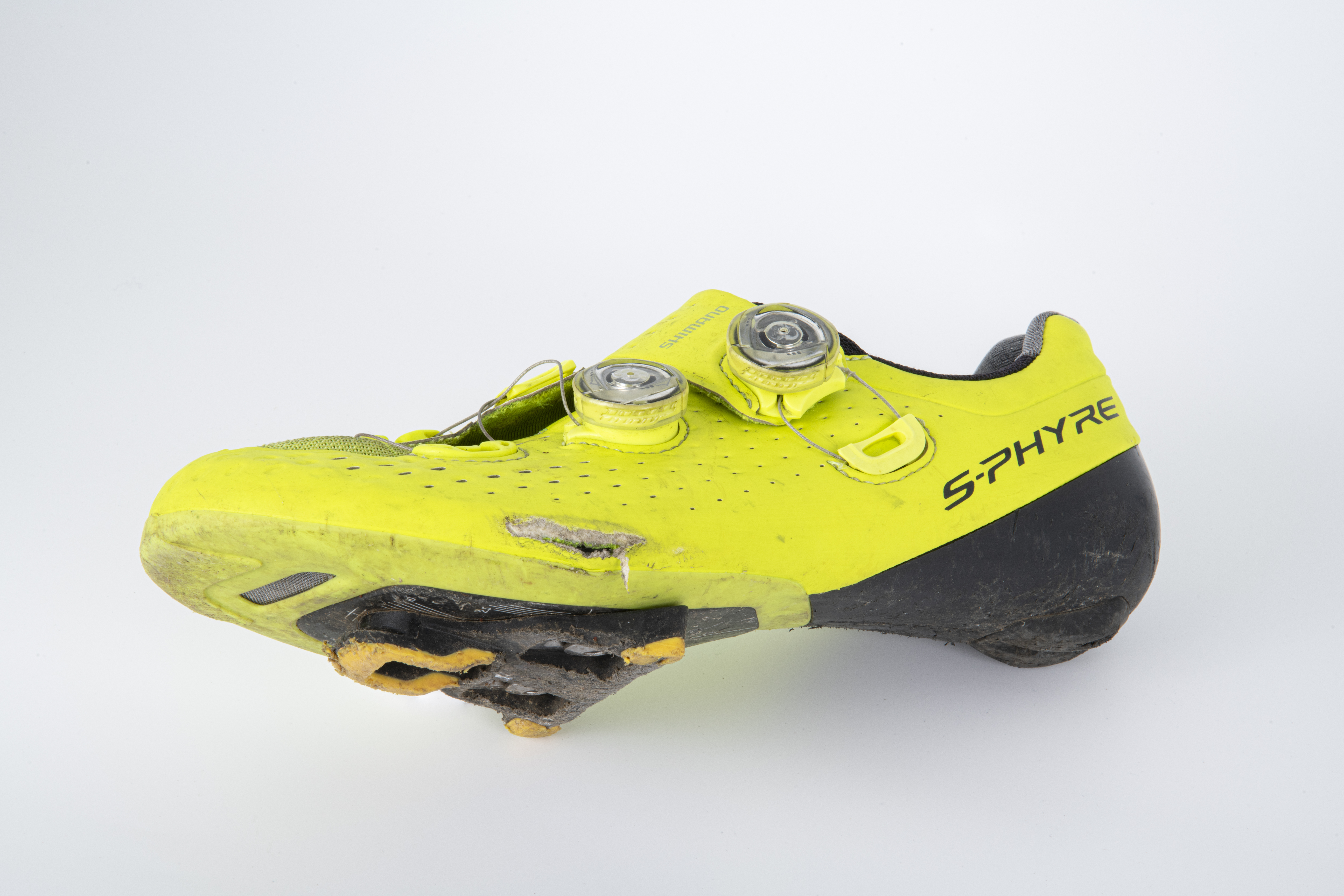
Rennradschuh mit Shimano-SPD-SL-System

#### Vier-Loch-System
Wahoo's Speedplay-System verwendet vier Schrauben an der Schuhsohle, kann mittels Adapter jedoch auch an Drei-Loch-Schuhen verwendet werden. Im Gegensatz zu den meisten anderen Systemen ist der Haltemechanismus nicht im Pedal, sondern in der Schuhplatte integriert, und das Ein- und Ausklicken ist nach innen und außen möglich.

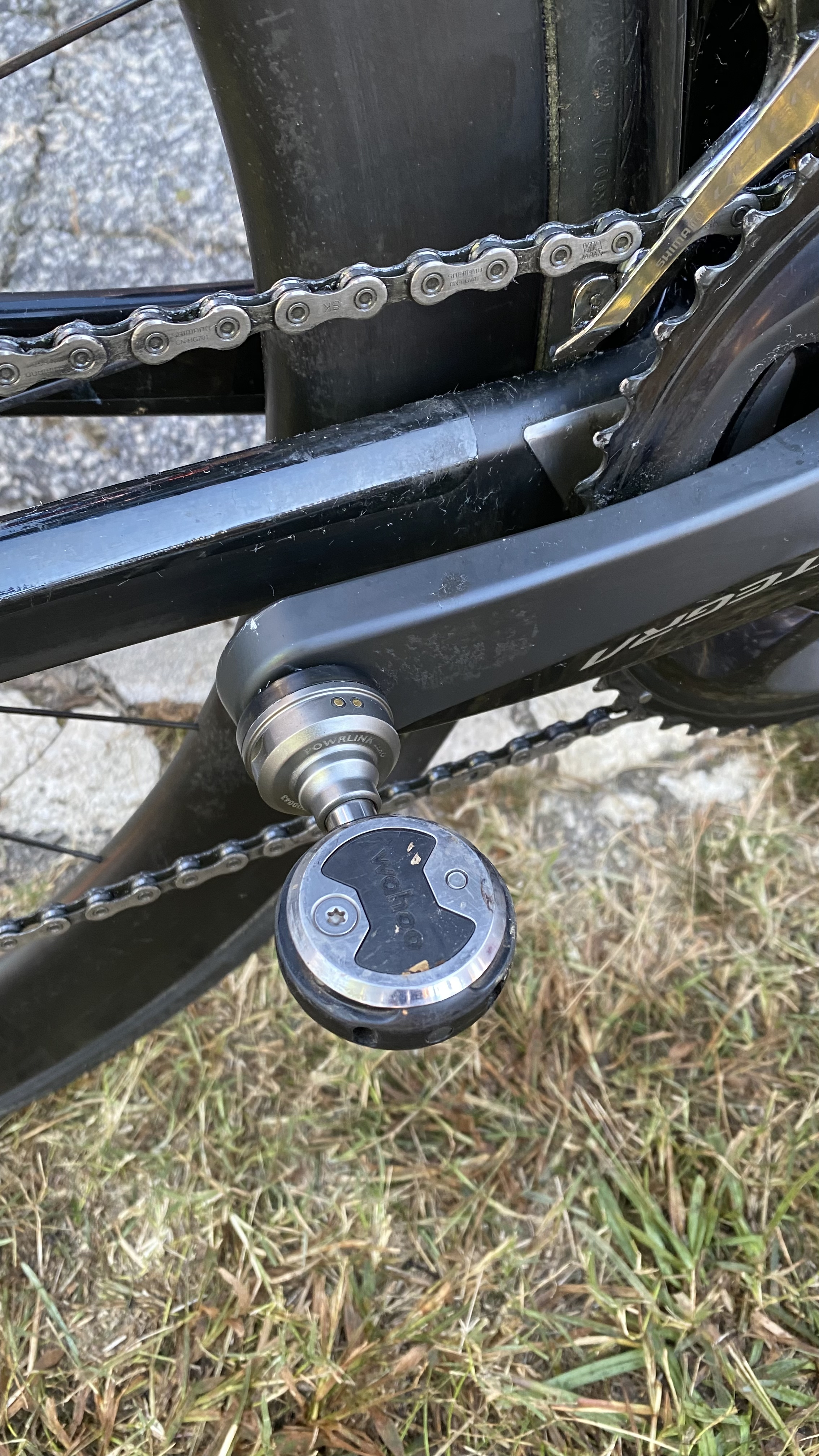
Speedplay-Pedal
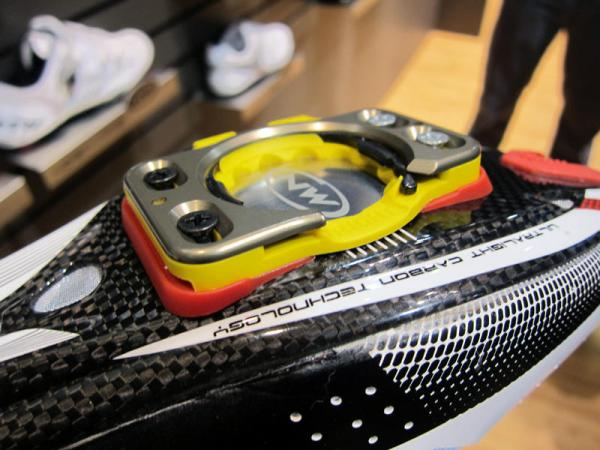
Speedplay-Cleat (oben) auf Adapterplatte (rot)
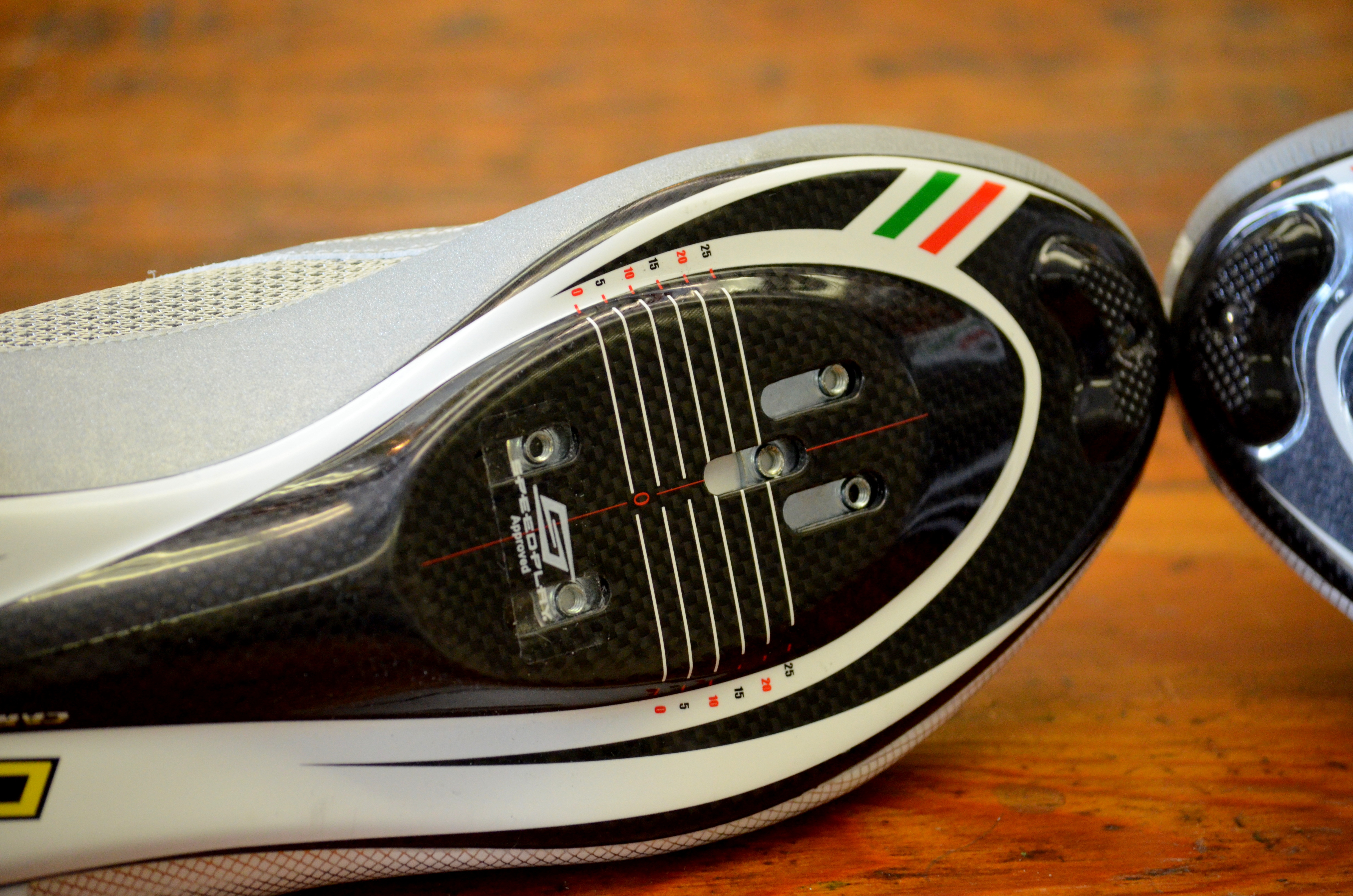
Schuhe mit Aufnahme für Drei- und Vier-Loch-Systeme

### Kombipedal

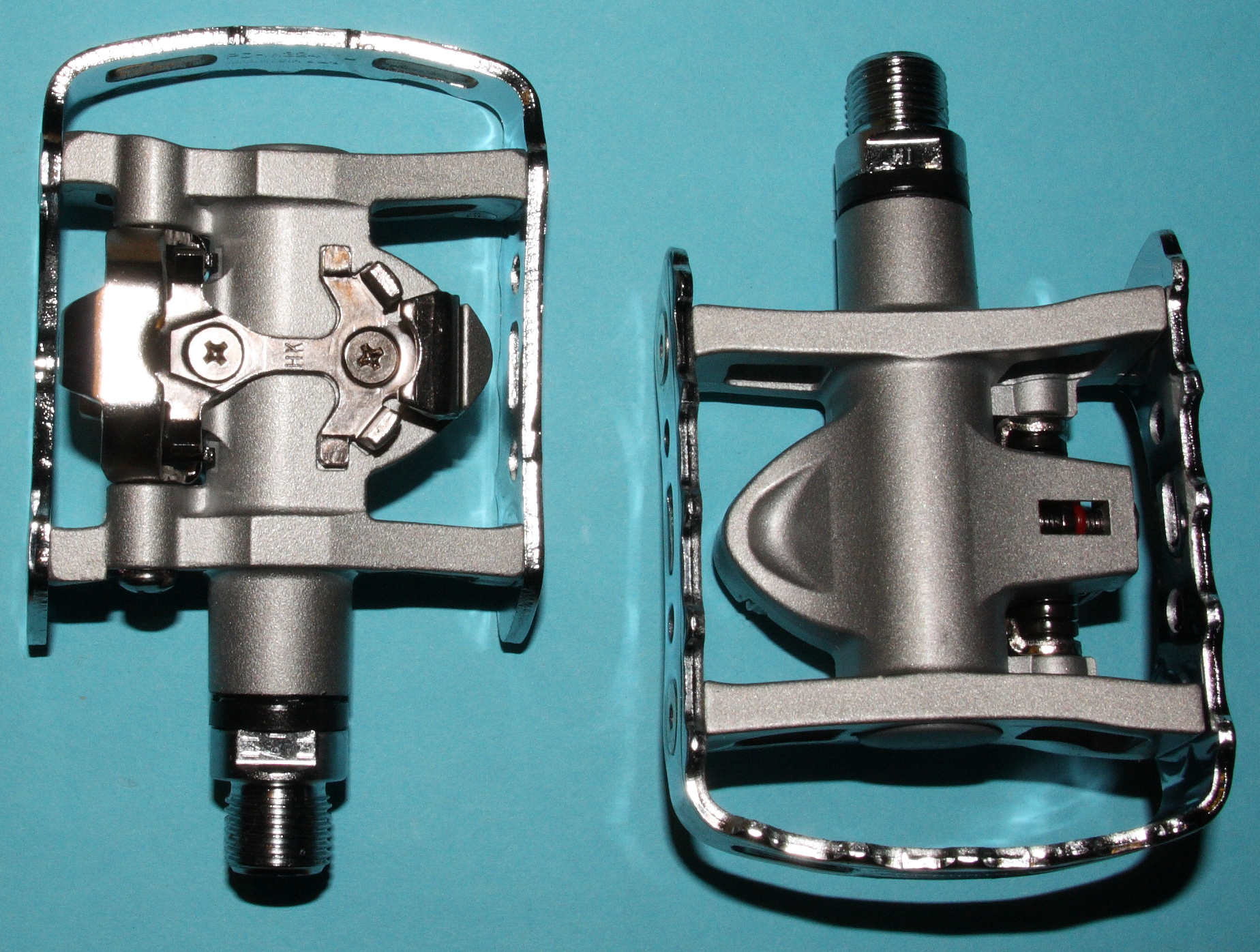
SPD-Kombipedale mit einseitigem Klickmechanismus

Bei einem Kombi- bzw. Hybridpedal ist eine Seite flach und die anderen mit einem Klicksystem ausgestattet, meistens handelt es sich dabei um Zwei-Loch-Systeme. Sie sollen eine flexible Nutzung ermöglichen und die Vorteile beider Systeme vereinen.

### Hakenpedal

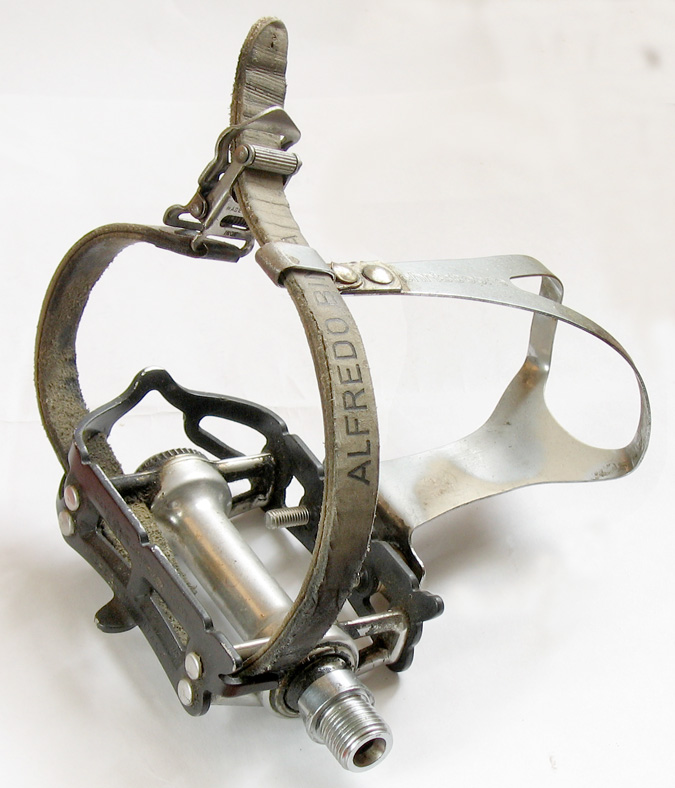
Hakenpedal

Im Radsport war bis Anfang der 1990er Jahre das Hakenpedal verbreitet, bei dem der Schuh von einem hakenförmigen Bügel gehalten wird, der am Pedal befestigt ist und vorne über die Schuhspitzen verlaufend auf dem Rist liegt. Zusätzlich kann der Fuß mit einem Riemen, der ringförmig das Ende des Bügels mit dem Pedal verbindet, auch gegen seitliches Verrutschen auf dem Pedal fixiert werden. Die Riemen sind so konstruiert, dass sie sich bei einer Seitbewegung des Fußes selbst lösen können, die Hochbewegung jedoch fixieren. Man kann Pedalriemen mit einem Handgriff lösen bzw. befestigen.
Die Vorrichtung am Pedal wird auch als Rennhaken bezeichnet. Das Festziehen der Pedalriemen erfolgte bei Straßenrennfahrern erst kurz vor einem Spurt, da stundenlanges Fahren mit angeschnallten Füßen sehr ermüdend ist. Gegen „eingeschlafene Füße“ wurden jahrzehntelang stumpf geschliffene Eisensägeblätter in die Rennschuhe genagelt, die die Belastung aus den Spitzen der gezahnten Pedale nahmen. Im Bahnradsport wurden die Füße prinzipiell festgeschnallt.
Als Material für den Haken wurde anfangs Metall, meist Federstahl, später auch Kunststoff, verwendet. Der Riemen war ursprünglich aus Leder, später war Kunststoffgewebe verbreitet. Daneben gibt es Ausführungen, die nur aus dem Haken ohne Riemen oder einem Riemengeschirr bestehen. Letztere Modelle waren bei den gerade aufkommenden Mountainbikes beliebt, bei Rennrädern wurden sie nicht verwendet.

### Magnetpedal

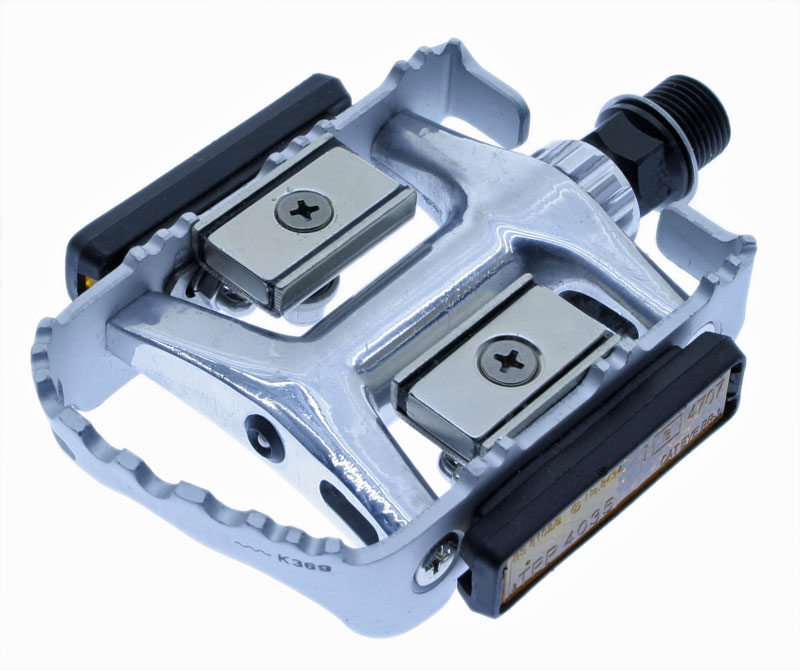
Magnetpedal

Bei Magnetpedalen sind im Pedalkörper Permanentmagnete integriert, während am Schuh Eisen- oder Stahlplatten befestigt sind. Dies ermöglicht, den Fuß in jede Richtung vom Pedal zu nehmen und verhindert so in Notsituationen und bei Stürzen ein Verhaken.

### Klapp- und Steckpedal
Für Transport und Lagerung können diese Pedale eingeklappt bzw. abgenommen werden, sodass sie weniger weit hervorragen. Ausgeklappt bzw. montiert sind sie gegen ein versehentliches Lösen gesichert. Es handelt sich in der Regel um Flachpedale, die vor allem an Falträdern verwendet werden.

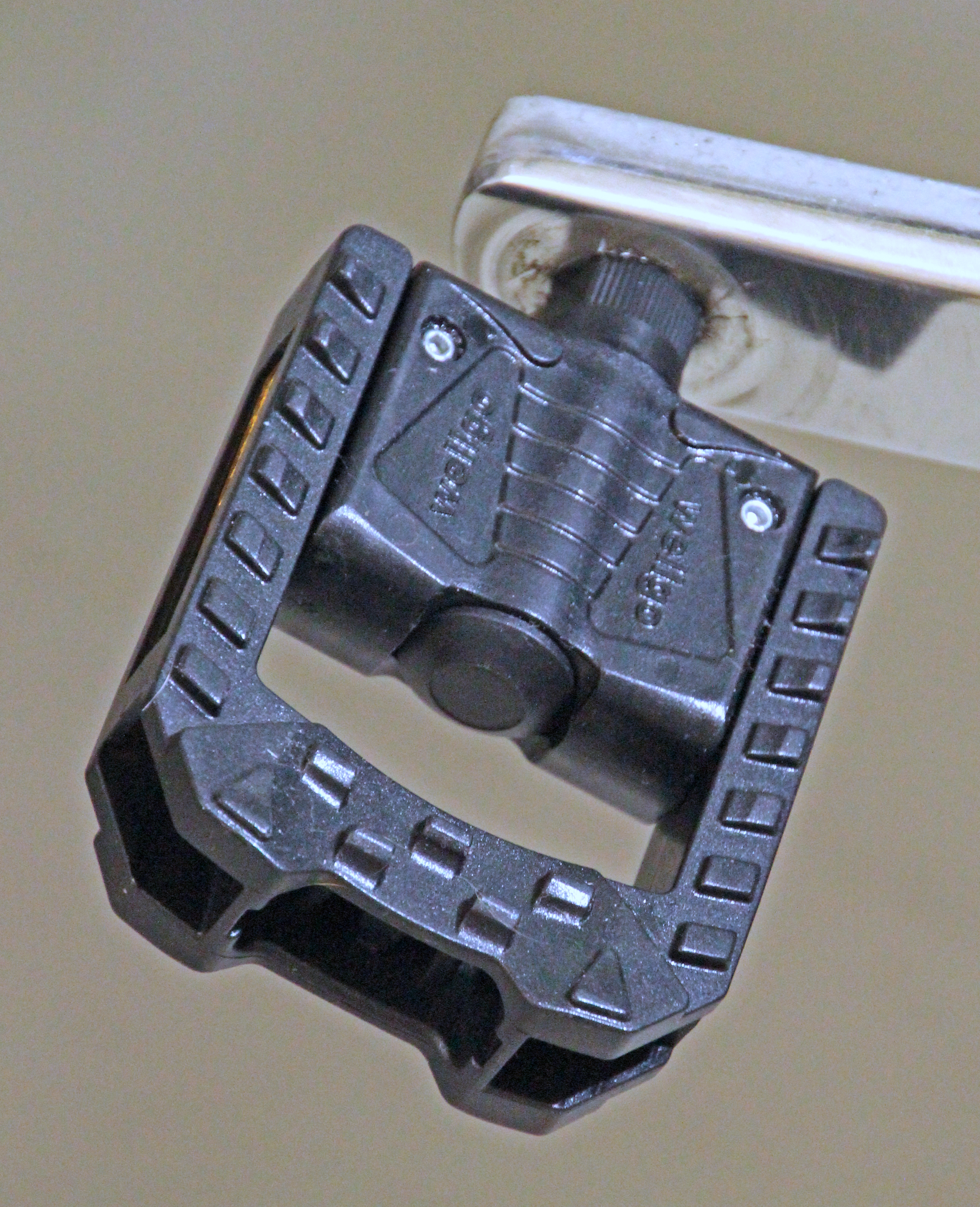
Klapppedal, aus- …
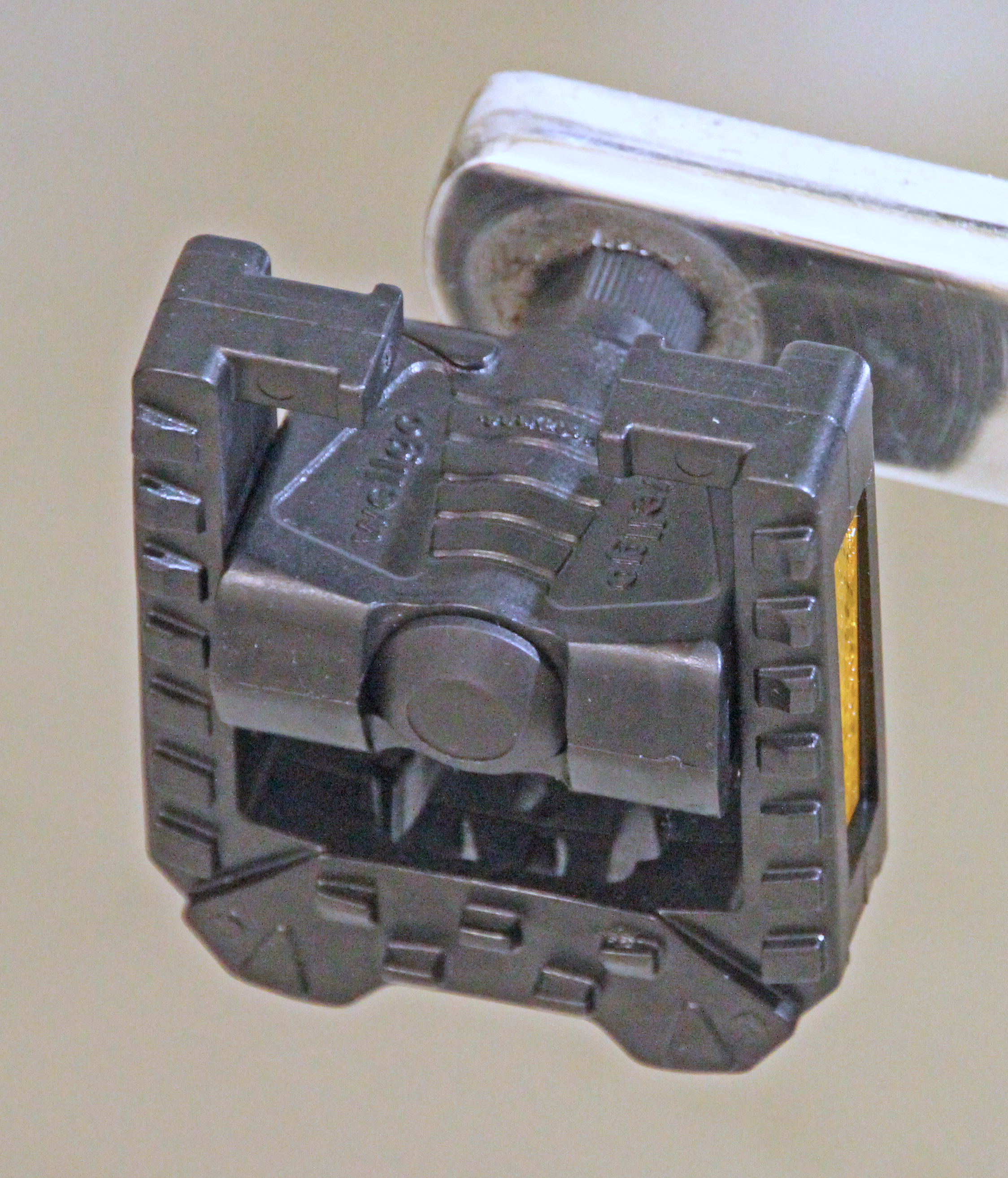
… und eingeklappt

## Montage an die Tretkurbeln

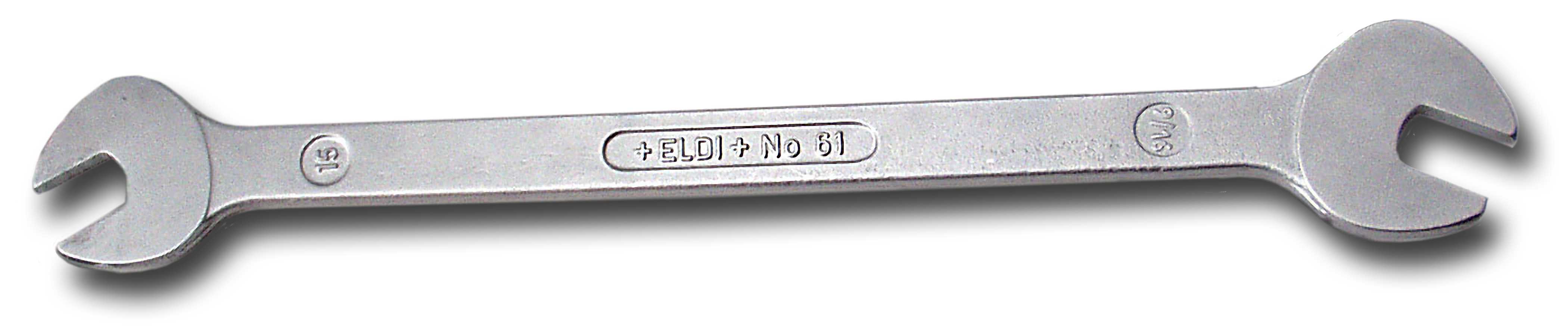
15er und ^{9}/_{16}"-Pedalschlüssel. Pedalschlüssel sind dünner und auch länger als übliche Maulschlüssel, damit die Pedalachse mit durchschnittlichem Kraftaufwand ausreichend fest angezogen werden kann.

Die Pedalachse ist üblicherweise zwischen Gewinde und Pedalkörper abgeflacht, so dass hier ein Maulschlüssel zum Festziehen des Pedals angesetzt werden kann. Oft ist diese Abflachung für einen gewöhnlichen Maulschlüssel zu schmal. Es werden darum häufig spezielle, dünnere Pedal-Maulschlüssel (Maulweite 15 mm, beim BMX 9/16 Zoll) verwendet.
Heute haben die Pedalachsen oft einen 8-mm-Innensechskant (Inbus). Der Inbus-Schlüssel wird von der Kurbelinnenseite aus angesetzt. Es lässt sich so auch ein handelsüblicher Drehmomentschlüssel verwenden, und die Pedalachsen können mit einer definierten Kraft angezogen werden. Meist wird ein Anzugsmoment von 35 Nm empfohlen.
Der Hersteller Riese und Müller empfiehlt, die Gewinde vor dem Einsetzen der Pedale zu fetten.

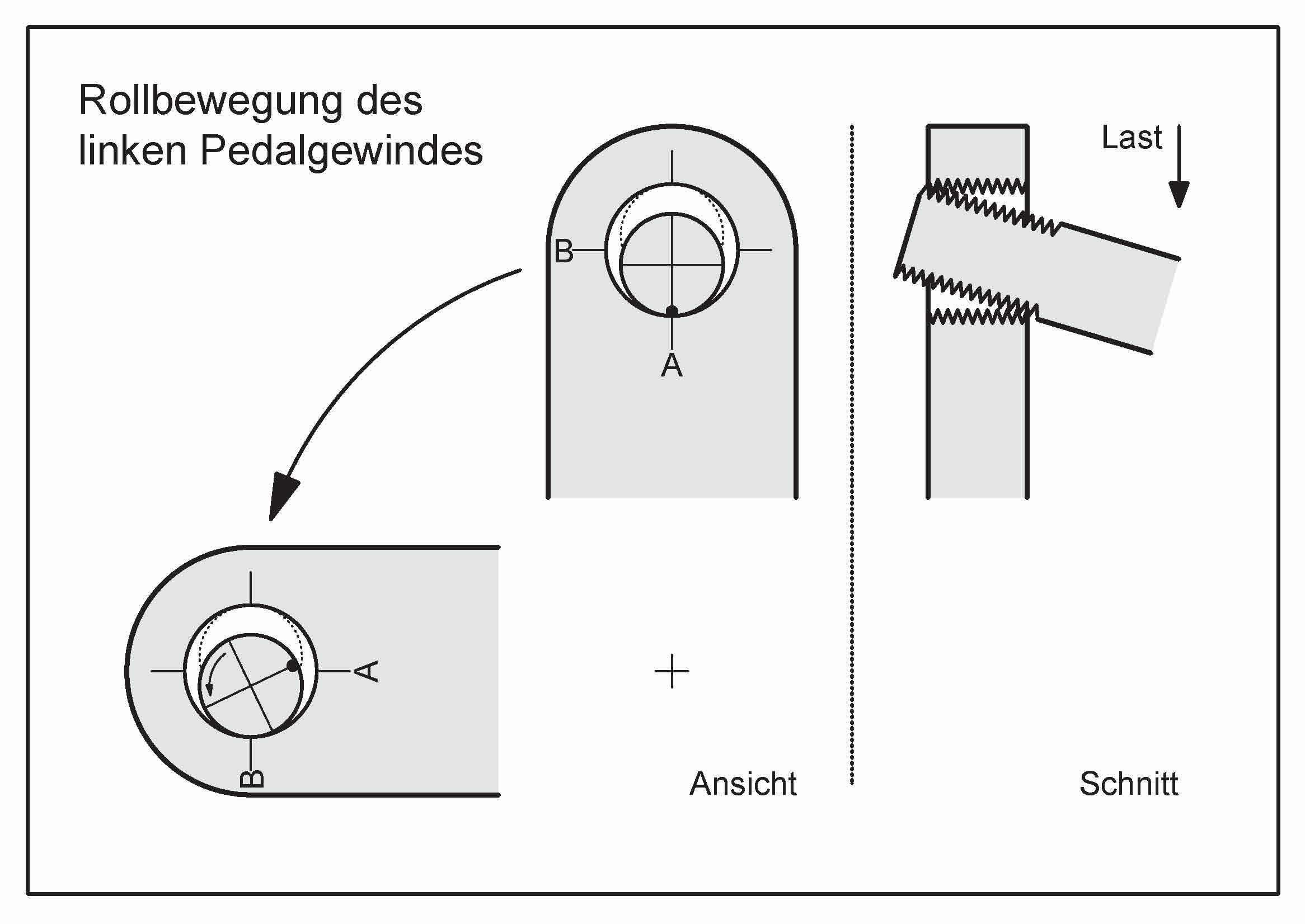
Taumeln einer an der Tretkurbel nicht fest angezogenen Pedalachse. Diese läuft auf einer Kegelfläche um und rotiert dabei im entgegengesetzten Drehsinn, verursacht durch Rollen (Kreis in Kreis) am inneren und äußeren Gewindeende.

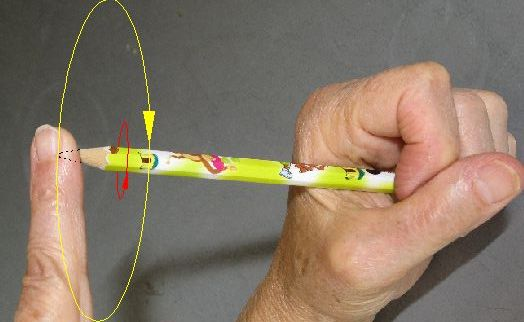
Imitation des Taumelns und Rotierens der nicht fest angezogenen linken Pedalachse mit einem in lockerer Faust gehaltenen und mit dem Zeigefinger der anderen Hand bewegten Bleistift

## Schutz vor Selbstlösung der Pedale
Während das rechte Pedal ein gewöhnliches Rechtsgewinde besitzt, hat das linke Pedal ein Linksgewinde. Dadurch sind die Pedalachsen davor geschützt, sich durch die stete Rotation bei ausschließlich nach unten gerichteter Belastung aus dem Innengewinde der Tretkurbeln zu lösen.
Würde das Kugellager eines Pedals während der Benutzung des Fahrrads blockieren, so würde sich eine nicht ausreichend fest angezogene Pedalachse aus der Kurbel herausschrauben. (Diese Gefahr besteht in der Realität nicht, da ein blockierendes Pedal nicht genug Drehmoment hervorruft, um die Schraubverbindung tatsächlich zu lösen.) Die Verwendung eines Linksgewindes links und eines Rechtsgewindes rechts ist dennoch notwendig, um zu verhindern, dass der bei einer nicht ausreichend fest angezogenen Pedalachse auftretende Schlupf zwischen Innen- und Außengewinde zu einer Taumelbewegung und dem allmählichen Herausschrauben der Achse durch die aufeinander abrollenden Gewindegänge führt.
Die Pedalachse würde dabei durch die Fußkraft immer geringfügig nach unten gekippt werden. Die Neigung der Pedalachse läuft relativ zur Tretkurbel um, die Pedalachse taumelt (siehe auch Nutation) in ihrem Gewindeloch. Das Taumeln bewirkt, dass sie sich um ihre eigene Achse dreht, da sie an den beiden Enden des geringfügig größeren Innengewindes in der Tretkurbel abrollt (Abbildung links). Dieser Vorgang kann nachvollzogen werden, indem ein Bleistift in der Faust der einen Hand geführt wird, während ein Finger der anderen Hand das andere Ende des Stifts in eine kreisförmige Bewegung versetzt (Abbildung rechts).
Der Drehsinn des Taumelns ist am linken Pedal der Uhrzeigersinn. Das Abrollen der beiden Gewindegänge ineinander bewirkt dabei, dass sich die Pedalachse im Gegenuhrzeigersinn dreht. Sie wird darum mit einem Linksgewinde befestigt, welches sich bei diesem Drehsinn nicht lockert. Beim rechten Pedal sind die Verhältnisse umgekehrt, seine Achse trägt ein Rechtsgewinde.
Eine leichte Neigung einer etwas lockeren Pedalachse wird in der Regel bei der Benutzung des Fahrrads nicht bemerkt, führt aber zu einer Abnutzung der Gewindegänge. Die meisten Kurbeln werden heute aus leichten aber relativ weichen Materialien wie Aluminium gefertigt, so dass die Gewindegänge in der Kurbel schon nach wenigen Kilometern vollständig abgetragen sein können, wenn die Pedalachse nicht fest sitzt. Eine Reparatur ist möglich, indem das Gewindeloch aufgeweitet und ein größeres Innengewinde eingeschnitten wird. Dann kann eine Reparaturhülse (oder ein Drahtgewindeeinsatz) aus Stahl eingeschraubt werden, welche die Pedalachse aufnimmt.

## Pedaladapter
Ein Pedaladapter erleichtert Menschen mit Knieproblemen das Fahrradfahren. Der Pedaladapter wird am Pedalarm befestigt, das Pedal am Adapter. Dadurch kann der Radius am Pedalarm verkürzt werden, und es verkleinert sich der Abstand vom oberen bis zum unteren Totpunkt des Pedalumlaufs. Diese Adapter werden auch Invalidenkurbel, Trethilfe, Pedalverkürzer oder auch Pedalarmverkürzer genannt.

## Leistungsmessung
Über ein integriertes Powermeter kann in einem oder beiden Pedalen die Tretleistung gemessen werden.

## Rechtliche Situation

### Deutschland
Um in Deutschland am Straßenverkehr teilnehmen zu dürfen, müssen Fahrradpedale seit der Fahrradnovelle von April 1940 gemäß § 67 Absatz 5 Satz 1 der Straßenverkehrszulassungsordnung (StVZO) mit nach vorne und hinten wirkenden gelben Rückstrahlern ausgestattet sein. Nach der Seite wirkende gelbe Rückstrahler an den Pedalen sind zulässig.

### Österreich
In Österreich müssen Fahrradpedale im Straßenverkehr laut § 1 Abs. 1 Z 5 der Fahrradverordnung gelbe Rückstrahler oder gleichwertige Einrichtungen haben. Nach § 4 dürfen Rennfahrräder, wozu auch Mountainbikes gehören, ohne Reflektoren in den Verkehr gebracht und bei Tageslicht und guten Sichtverhältnissen auch ohne diese verwendet werden.

### Schweiz
In der Schweiz besagt Artikel 217 Abs. 4 der Verordnung über die technischen Anforderungen an Straßenfahrzeuge, dass Pedale vorn und hinten Rückstrahler tragen müssen. „Rennpedale, Sicherheitspedale und dergleichen“ sind davon ausgenommen. Alternativ können laut Absatz 1 und Absatz 5 des Artikels auch andere retroreflektierende Vorrichtungen verbaut werden, wenn diese „nachts bei guter Witterung auf 100 m im Scheine eines Motorfahrzeug-Fernlichts sichtbar werden“.

## Hersteller
Außer dem Marktführer Shimano gibt es eine Reihe weiterer auf Fahrradpedale spezialisierter Hersteller: BBB Cycling, Zéfal (bis Anfang der 1980er Jahre), Crank Brothers, LOOK, Mavic, Ritchey, SKS, Syntace, Wellgo (die Pedale werden unter einer Reihe weiterer Marken verkauft), XLC und weitere.